# HD99803
HD99803 — хімічно пекулярна зоря спектрального класу A3, що має видиму зоряну величину в смузі V приблизно  7,7.
Вона  розташована на відстані близько 205,4 світлових років від Сонця.

## Фізичні характеристики
Зоря HD99803 обертається 
дуже повільно 
навколо своєї осі. Проєкція її екваторіальної швидкості на промінь зору становить  Vsin(i)=  8км/сек.